# Разведывательное сообщество США
Разве́дывательное соо́бщество Соединённых Шта́тов Аме́рики (РС США) (англ. United States Intelligence Community, IC) — собирательный термин для обозначения 17 отдельных правительственных учреждений США, перед которыми стоит задача сбора информации и ведения разведывательной деятельности в интересах США. Разведсообщество США представляет собой совещательный орган для координации разведывательных действий отдельных учреждений исполнительной власти, собирающих техническими и агентурными средствами информацию для защиты национальной безопасности США.
Разведывательное сообщество (РС США) было учреждено Исполнительным распоряжением № 12333, подписанным 4 декабря 1981 года президентом США Р. Рейганом.
Повседневное руководство гражданскими разведывательными службами и (частично) разведывательными службами МО США с 2005 года осуществляет директор ЦРУ, который находится в прямом подчинении директору Национальной разведки (советнику президента по разведке).

## Назначение
Согласно распоряжению президента Рейгана № 12333, РС США имеет шесть основных целей:
- Сбор информации, необходимой для президента, Совета национальной безопасности, государственного секретаря, министра обороны и других должностных лиц исполнительной власти для выполнения ими своих обязанностей.
- Организация и развитие разведки.
- Сбор информации, касающейся проведения мероприятий по защите национальной безопасности, разведывательной деятельности направленной против США, действий международного терроризма и/или наркотиков, а также других враждебных действий, направленных против США со стороны иностранных держав, организаций, лиц и их агентов.
- Специальные мероприятия (определяется как мероприятия, проводимые в поддержку внешнеполитических задач США за рубежом, которые планируются и осуществляются там, где «роль правительства Соединённых Штатов не является очевидной или публично не признана», а также функции для поддержки таких видов деятельности, но которые не предназначены для влияния Соединённых Штатов на политические процессы, общественное мнение, политику или средства массовой информации и не включают в себя дипломатическую деятельность, сбор и подготовку разведывательной или связанных с ней вспомогательных функций).
- Руководство и поддержка деятельности разведки в США и за рубежом, необходимой для выполнения утверждённых мероприятий.
- Другая разведывательная деятельность, которую время от времени президент может направлять.

## Организация

### Службы и агентства
Разведсообщество США включает в себя 17 основных разведывательных служб США (также называемых членами разведсообщества США). ЦРУ США является основной независимой от других министерств и ведомств службой политической разведки правительства США. Остальные 16 членов разведсообщества входят в состав различных федеральных министерств и ведомств США.
Разведывательное сообщество США возглавляет директор Национальной разведки США, одновременно являющийся советником президента США по разведке. Аппарат директора разведки является частью сообщества, но представляет собой административную, а не разведывательную структуру.
- ЦРУ США
- Государственный департамент США
  - Бюро разведки и исследований
  - Дипломатическая служба безопасности США
- Министерство финансов США
  - Управление контртеррористической и финансовой разведки
- Министерство обороны США
  - Разведывательное управление Министерства обороны (РУМО)
  - Агентство национальной безопасности (АНБ)
  - Разведывательное управление армии
  - Разведывательное управление ВВС
  - Разведывательное управление ВМС
  - Разведывательное управление КМП
  - Национальное агентство геопространственной разведки США
  - Национальное управление военно-космической разведки США
- Министерство энергетики США
  - Управление разведки и контрразведки
- Министерство внутренней безопасности
  - Управление разведки и анализа
  - Разведывательное управление Береговой охраны США
- Министерство юстиции США
  - ФБР США
  - Управление по борьбе с наркотиками

### Директор Национальной разведки
До 2005 года, разведывательное сообщество США возглавлял директор ЦРУ, должность которого официально была Директор Центральной разведки. С 21.04.2005 года Сообщество возглавляет Директор Национальной разведки, являющийся советником президента США по вопросам разведки и советником по разведке в Совете национальной безопасности. В его компетенцию входят обязанности по координации действий различных ведомств, входящих в разведывательное сообщество США; обязанности по управлению ЦРУ перешли к отдельно созданной должности Директору ЦРУ.
В штат Директора Национальной разведки входит Управление директора Национальной разведки, заместители по сбору информации, заместитель по анализу информации, и директор по персоналу; также ему подчиняется Директор ЦРУ.
Директору запрещено напрямую вмешиваться в работу Министерства обороны, Агентства национальной безопасности и других служб, входящих в Сообщество; его задача состоит в обобщении поступающей информации. Управление отдельными ведомствами Сообщества осуществляется их главами, которые отчитываются перед Президентом США.

### Руководство и структура
Общая организация РС США в первую очередь регулируется «Законом о национальной безопасности 1947» (с поправками) и правительственными распоряжениями регламентирующими организационные отношения. Однако они были существенно пересмотрены в «Законе о реформировании разведки и предотвращении терроризма» (2004) и поправках «Закону о национальной безопасности 1947».
Хотя РС США характеризует себя как федерация входящих в его состав элементов, до 2004 года её структуру можно был охарактеризовать как конфедерацию из-за отсутствия чётко определённого, единого руководства и структуры управления. Это связано с тем, что директор Центральной разведки был руководителем РС США, и одновременно руководил одной из его составных частей - ЦРУ. В 2004 году должность директора Центральной разведки была упразднена; были созданы новые должности директора Национальной разведки, к которому перешли обязанности по руководству Разведывательным сообществом, и отдельная должность Директора ЦРУ, который теперь подчиняется  директору Национальной разведки, как и все остальные руководители элементов Разведывательного сообщества США.
Директор Национальной разведки (ДНР) руководит РС США главным образом посредством своих законодательно очерченных полномочий, в соответствии с которыми он:
- Контролирует бюджет Программы Разведывательного ведомства.
- Устанавливает цели, приоритеты и руководство для РС США.
- Управляет и руководит задачами, сбором, анализом, производством и распространением национальных разведывательных элементов РВ США.

Вместе с тем, ДНР не имеет прямых полномочий для контроля какого-либо элемента РС США, а также нанимать или увольнять персонал ведомств, за исключением его собственного персонала — Управления директора Национальной разведки. Кроме того, руководители этих ведомств докладывают о своих действиях Директору национальной разведки.
В свете крупных разведывательных неудач в последние годы, что ставит под вопрос, насколько хорошо Разведывательное ведомство обеспечивает национальную безопасность, а особенно тех, которые были выявлены «Комиссией 9/11» (Национальная комиссия по террористическим нападениям на Соединённые Штаты) и «Комиссией по оружию массового уничтожения», полномочия ДНР и общая организационная структура РС США стали предметом интенсивных дебатов в Соединённых Штатах.

### Межведомственное сотрудничество
Ранее межведомственному сотрудничеству и обмену информацией между агентствами препятствовали политические аспекты, которые стремилась ограничить объединение информации из частной жизни и проблем безопасности. Попытки модернизировать и облегчить межведомственное сотрудничество в пределах РВ США включают технологические, структурные, процедурные и культурные измерения. Примером может служить «Интеллипедия» — закрытая энциклопедия на движке «Вики» которая объединила все 16 служб. Межведомственному сотрудничеству способствует создание Управления директора Национальной разведки и Национального антитеррористического центра. Законодательно это закреплено в «Законе о реформировании разведки и предотвращении терроризма» от 2004 года, а также в Правительственных распоряжениях № 13354 и 13388.
31 марта 2020 года разведслужбы США сообщили, что не могут получить достоверные данные по ситуации с коронавирусом нового типа в России, Китае и КНДР.

## Программа Разведывательного сообщества
Деятельность РС США осуществляется в рамках двух отдельных программ:
- Гражданская разведывательная программа (англ. National Intelligence Program, NIP)

Ранее известная как «Программа национальный внешней разведки». Как и определено в «Законе о национальной безопасности 1947», "касается всех программ, проектов и деятельности Разведывательного ведомства, а также любых других программ Разведывательного ведомства организованных совместно директором Национальной разведки и руководителем соответствующего департамента или учреждения, или президентом. Термин не включает программы, проекты или деятельность военных ведомств при приобретении разведывательных данных исключительно для планирования и проведения тактических военных операций вооружёнными силами. В соответствии с законом, ДНР отвечает за общее руководство и контроль программы, хотя его полномочия ограниченны.
- Военная разведывательная программа (англ. Military Intelligence Program, MIP)

Касается программ, проектов, мероприятий или военных ведомств для получения разведывательных данных исключительно для планирования и проведения тактических военных операций американскими вооружёнными силами. В 2005 году Министерство обороны представило совместную программу военной и тактической разведки и связанной с ней деятельностью.
Однако, когда программа попадает под оба определения, то Министерство обороны редко идёт на уступки и сотрудничество с ним становится проблематичным.

## Бюджет
Директор Национальной разведки Джон Макконнел заявлял о невозможности раскрытия секретной информации о бюджете РС США, поскольку эта информация «может нанести ущерб национальной безопасности». Каким образом деньги распределяются между 16 разведывательными службами и на что они расходуются не классифицируется. Расходы включают в себя заработную плату около сотни тысяч человек, траты в несколько миллиардов долларов на закупку и обеспечение спутниковых программ, самолётов-разведчиков, оружия, электронных датчиков, аналитическую разведку, шпионов, компьютеров и программного обеспечения.
Около 70 процентов бюджета разведки направляется на подрядчиков для закупки новых технологий и услуг (в том числе анализ). Выделение средств из бюджета постоянно корректируется с учётом инфляции и за последние десять лет увеличились на треть.
Впервые бюджет Разведывательного сообщества США частично был раскрыт в 2007 году согласно закону «Комиссии 9/11». По опубликованному документу он составляет $ 43,5 млрд.